# Horloff
Die Horloff ist ein 44,5 km langer, nördlicher und rechter Zufluss der Nidda in Hessen.

## Name
Der Name Horloff leitet sich von althd. mit der Bedeutung horawin = sumpfig  her. Weitere Namensformen sind „Hurwinaffa“ im 8. Jahrhundert und „Hurlyphe“ (1263). Der Bestandteil -off gehört zur -apa-Namensgruppe. Alternative Etymologien gehen aufgrund der Nennungen wie „Hurnufa“ (951) oder „Hornipha“ (1183) vom Bestimmungswort ahd. horn mit der Bedeutung Vorgebirge, Landspitze aus.

## Geographie

### Verlauf
Der Fluss entspringt auf einer Höhe von etwa 524 m ü. NHN nördlich von Schotten im Vogelsbergkreis an dem oberhalb von Götzen und Betzenrod gelegenen Segelflugplatz in einem Waldstück.
Nach einem längeren Weg durch den Vogelsberg passiert die Horloff nach einer Wochenendhaussiedlung als ersten Ort den Laubacher Ortsteil Gonterskirchen. Anschließend fließt sie an der Friedrichshütte vorbei in Richtung Ruppertsburg, wo sich, ca. 25 km oberhalb der Mündung, die einzige Pegelmessstation der Horloff befindet. Weiter fließt die Horloff in Richtung Wetterau.
Dabei zieht sie in großem Bogen um den Borgelberg und passiert dann Villingen, Hungen und Trais-Horloff. Zwischen Hungen und Trais-Horloff in der Gemarkung Hof-Graß erhielt die Horloff in den 1950er Jahren ein neues Flussbett, damit die Brunnen im Wasserwerk Inheiden nicht gefährdet würden.
Zwischen Hungen und Grund-Schwalheim durchquert die Horloff das Naturschutzgebiet „Kuhweide“. Dort wurde früher Braunkohle abgebaut, übrig blieben der obere und untere Knappensee, an denen sich die Horloff östlich vorbeischlängelt. Ab Grund-Schwalheim verläuft parallel zur Horloff die Bahnstrecke Beienheim–Schotten, die vom Fluss ihren Beinamen „Horlofftalbahn“ hat. So wird auch die benachbarte Bahnstrecke Friedberg–Mücke bezeichnet. Ab Echzell verläuft parallel zur Horloff der „Horloff-Flutgraben“ der sich in einigem Abstand durch das Bingenheimer Ried und die Horloff-Aue zieht. Nachdem die Bahnstrecke die Horloff bei Reichelsheim wieder verlassen hat, fließt diese weiter in Richtung Florstadt.

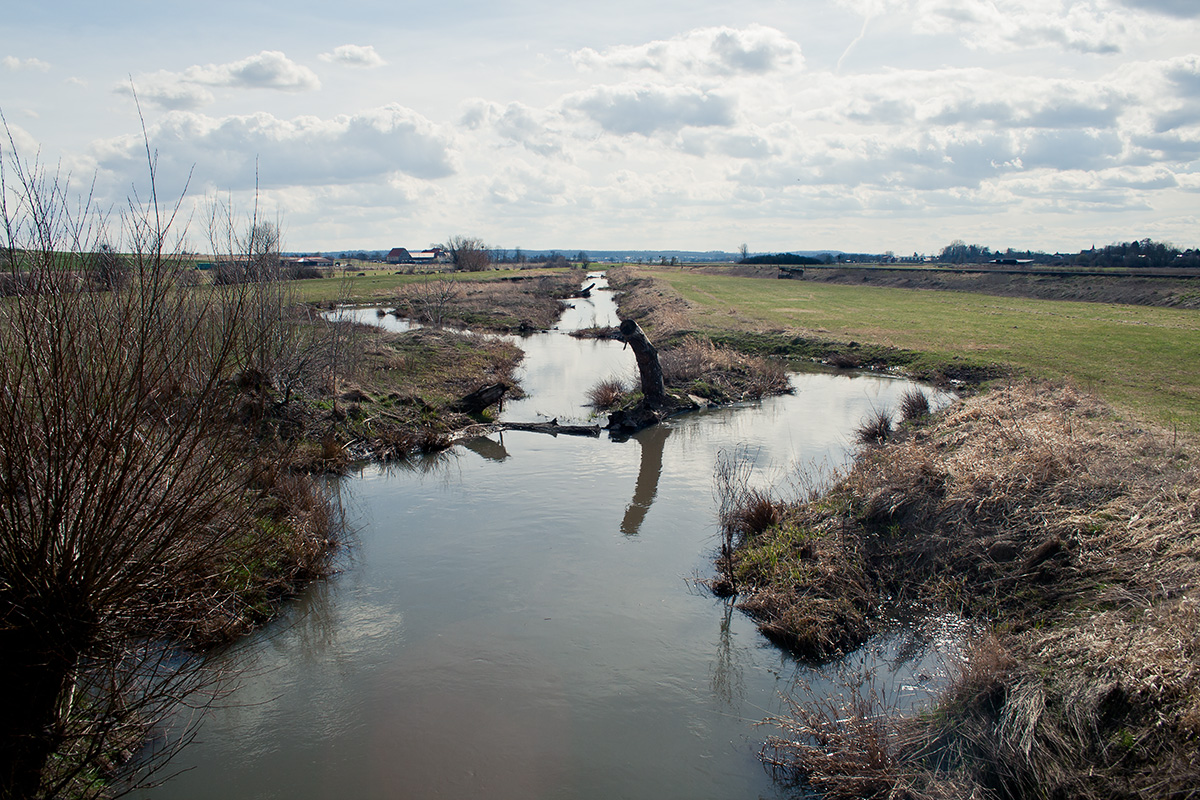
Verlauf der Horloff zwischen Bingenheim und Reichelsheim nach der Renaturierung
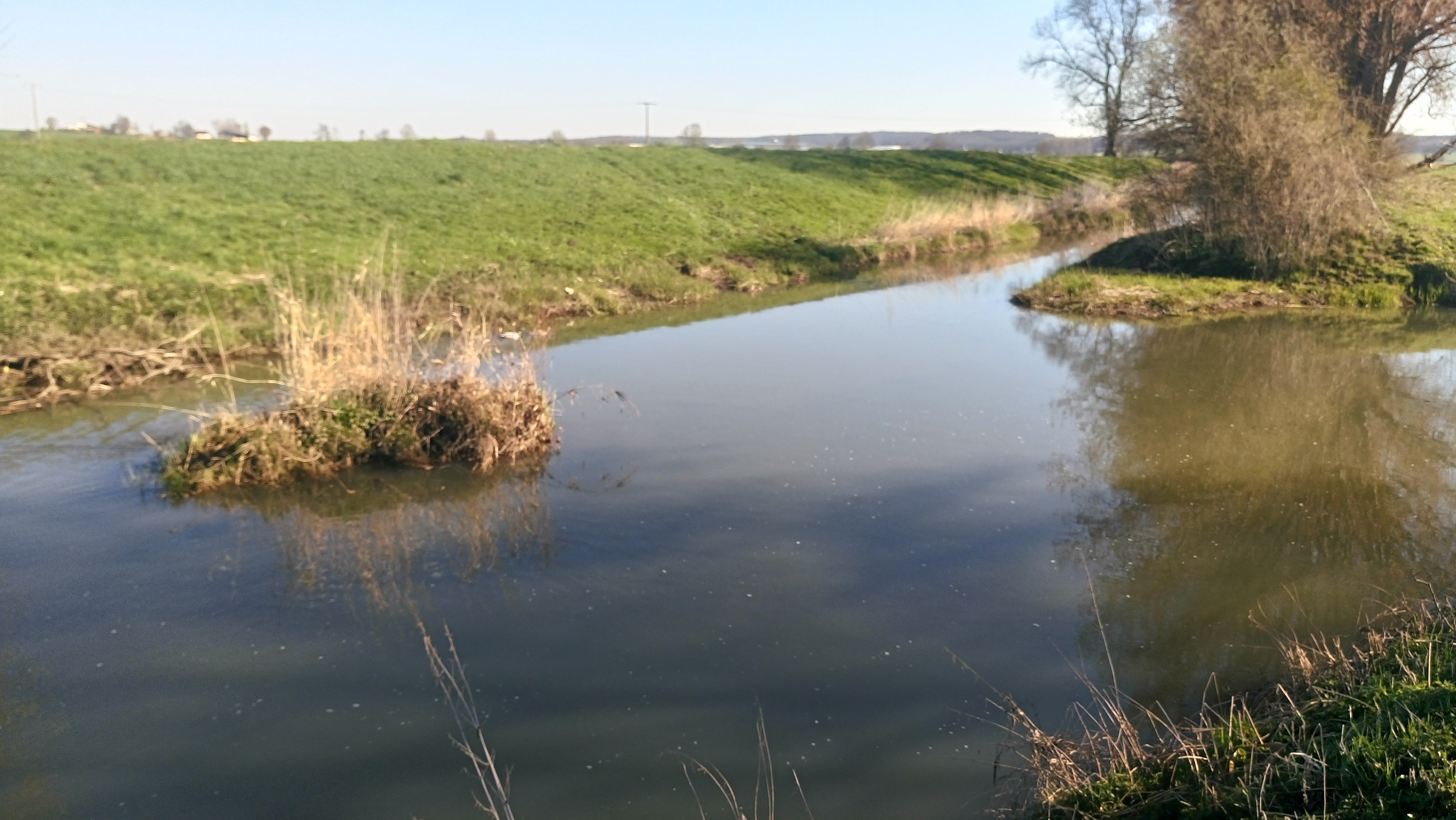
Die Horloff mündet in die Nidda

Sie passiert dabei den Flugplatz Reichelsheim, dessen Landebahnen vom Vorfeld durch die Horloff getrennt, aber über zwei Brücken von diesem her erreichbar sind. 
Etwa 500 m abwärts des Flugplatzes mündet der Flutgraben wieder in die Horloff. Diese mündet nach weiteren 400 m auf einer Höhe von 119 m ü. NHN von rechts in die aus dem Nordosten heranziehende Nidda.
Der etwa 44,5 km langer Lauf der Horloff endet ungefähr 405 Höhenmeter unterhalb ihrer Quelle, sie hat somit ein mittleres Sohlgefälle von 9,1 ‰.

### Zuflüsse
Direkte und indirekte Zuflüsse
- Fließgewässer im Flusssystem Horloff

Zu den direkten Zuflüssen der Horloff gehören (flussabwärts betrachtet, Kilometerangaben von Mündung zur Quelle):
| Stat. in km | Name                   | GKZ      | Lage   | Länge in km | Mündungshöhe in m ü. NHN | Mündung Koordinaten                                        | Bemerkungen                                               |
| ----------- | ---------------------- | -------- | ------ | ----------- | ------------------------ | ---------------------------------------------------------- | --------------------------------------------------------- |
| 37,8        | Höllerskopfbach        | 24821200 | rechts | 5,1         | 262                      | Laubach-Gonterskirchen (⊙)                                 |                                                           |
| 33,2        | Schifferbach           | 24822000 | links  | 5,9         | 182                      | Laubach-Gonterskirchen (⊙)                                 |                                                           |
| 22,7        | Wallenberger Teichbach | 24823600 | rechts | 5,4         | 141                      | Hungen (⊙)                                                 |                                                           |
| 20,2        | Hubbach                | 24823800 | rechts | 7,4         | 139                      | Hungen (⊙)                                                 |                                                           |
| 16,4        | Langder Flutgraben     | 24824000 | links  | 5,4         | 129                      | Hungen-Trais-Horloff (⊙)                                   | auch Bachgraben und Biebergraben genannt                  |
| 14,8        | Rodheimer Bach         | 24825400 | links  | 5,8         | 128                      | Hungen-Trais-Horloff (⊙)                                   | mündet in den Lehngraben (Nebenarm der Horloff)           |
| 13,5        | Riedbach               | 24825916 | rechts | 3,1         | 128                      | Hungen-Utphe (⊙)                                           | auch Kleiner Bach genannt                                 |
| 10,6        | Weidgraben             | 24825994 | links  | 3,3         | 128                      | Wölfersheim-Berstadt (⊙)                                   | westlich von Grund-Schwalheim                             |
| 09,7        | Waschbach              | 24827200 | rechts | 7,0         | 125                      | Echzell (⊙)                                                | im hessischen Landesprogramm „100 Wilde Bäche für Hessen“ |
| 07,4        | Weidgraben             | 24827400 | links  | 8,4         | 124                      | Echzell (⊙)                                                | mündet in den Horloff-Flutbach (Nebenarm)                 |
| 07,0        | Biedrichsgraben        | 24827600 | rechts | 6,6         | 123                      | Echzell-Gettenau (⊙)                                       |                                                           |
| 04,4        | Sommerbach             | 24827800 | rechts | 4,0         | 119                      | Reichelsheim (⊙)                                           | auch Ortenberggraben genannt                              |
| 03,4        | Brühlgraben            | 24829640 | links  | 1,1         | 121                      | Reichelsheim (⊙)                                           | mündet in den Horloff-Flutbach (Nebenarm)                 |
| 00,7        | Grenzgraben            | 24829400 | rechts | 2,8         | 119                      | Reichelsheim-Dorn-Assenheim / Florstadt-Ober-Florstadt (⊙) |                                                           |

### Flusssystem Nidda
- Fließgewässer im Flusssystem Nidda

## Mühlenlandschaft Horloff
Es gibt zahlreiche  Wassermühlen im Horlofftal.

## Fauna
In der Horloff lebt eine der wenigen Populationen der Bachmuschel in Hessen.

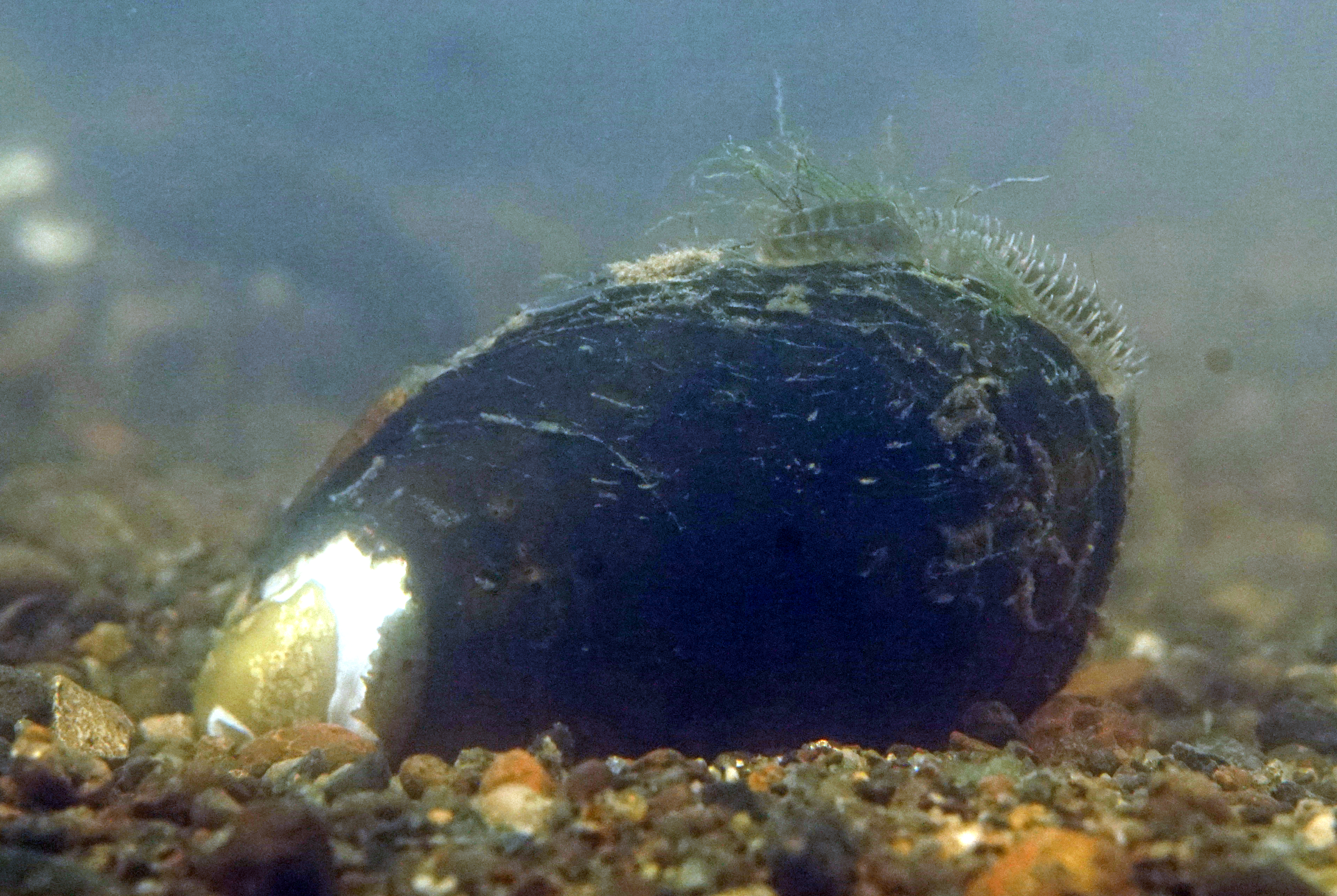
Bachmuschel (Unio crassus) in der Horloff